# Slaget om Debaltseve
Slaget om Debaltseve pågick under konflikten i östra Ukraina i januari–februari 2015. Här led den ukrainska armén  ett nederlag mot de proryska separatisterna och mot deltagande ryska soldater där minst 179 dog och ett 80-tal saknas. Ukrainska soldater skadades efter att Debaltseve hade varit belägrat och utsatt för tung artilleribeskjutning under flera veckor, vilket ledde till att den ukrainska armén tvingades lämna staden den 18 februari. Den ukrainska arméledningen har i Ukraina fått hård kritik och ses av många ukrainare som inkompetent. Uppgifterna om hur reträtten gick till går isär. Flera ukrainska soldater har beskrivit hur de flydde för sina liv, medan president Petro Porosjenko vidhåller att reträtten var beordrad och organiserad.